# Myrmarachne opaca
Myrmarachne opaca är en spindelart som först beskrevs av Karsch 1880.  Myrmarachne opaca ingår i släktet Myrmarachne och familjen hoppspindlar. Inga underarter finns listade i Catalogue of Life.